# 香港境內水貨客問題

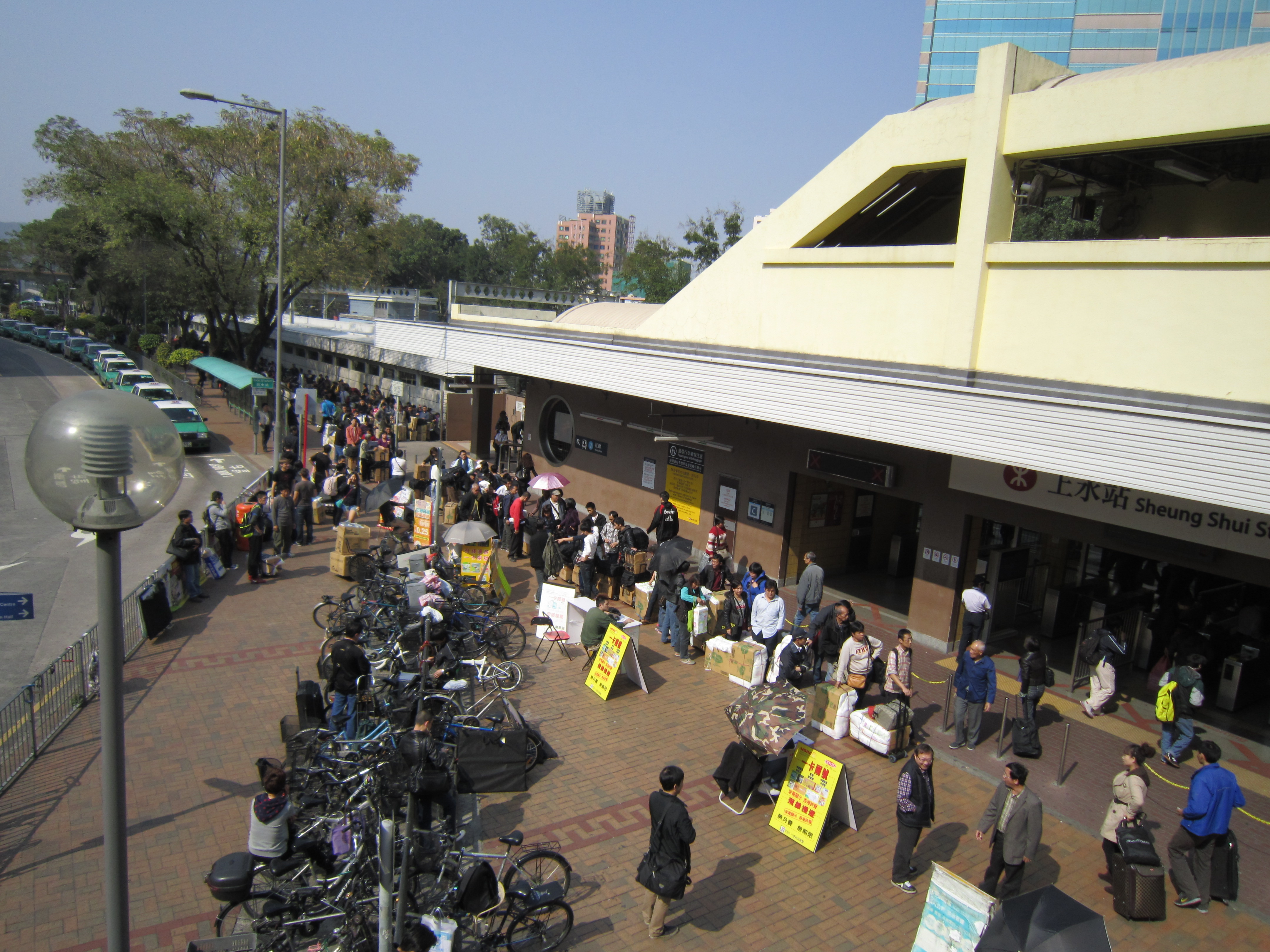
水貨客於港铁上水站C出口外面排隊

香港境內水貨客問題（英語：Parallel Trading in Hong Kong）一般是指大量走私水貨過境的旅客，俗稱「水貨客」，從香港利用各種途徑運送貨物到中國大陸（尤其指通深港之间的陆地边界口岸者），引致對香港各區市民的日常生活造成的各種滋擾及社會問題。於2012年至2013年，水貨客問題更引發了民間組織光復上水站抗議活動，促成香港特區政府公布相關一系列的打擊水貨客的措施，包括統籌多個執法部門組織特遣隊及進行聯合執法行動等等。至2015年，水貨客問題從貼近深港边界的上水延伸至屯門新市鎮，激發起光復屯門、捍衛沙田、光復元朗及遊覽完上水去屯門抗議活動。
自2020年1月底至2月初起，受2019冠状病毒病疫情影響，香港和中國大陸實施出入境管制，同時多個往返香港和中國大陸的出入境口岸關閉（主要以深港兩地的陸路口岸關閉居多），陸路口岸僅保留深圳灣口岸運作，導致水貨客無法自由往返香港和中國大陸進行水貨活動。不過，隨著澳門的疫情緩和，自中國大陸官方宣佈2020年7月中旬起解除從澳門入境廣東隔離14天管制措施後，有香港水貨客集團看準澳門出入境管制措施防寬漏洞從而將水貨活動核心轉移到澳門關閘一帶，從而引起澳門境內水貨客問題。

## 現況
2003年起，因為港澳個人遊、一簽多行及人民幣兌港幣匯率升值，吸引大量來自中國大陸的旅客來到香港消費，當中亦包括賺取差價盈利的大陸水貨客，以及香港本土水貨客。
目前大部份水貨客由水貨集團組織，採取「螞蟻搬家」、每次小量攜帶、多次出入境的方式帶貨，每轉可以賺取約100港元；他們通常都報稱貨物為少量及自用，如果關員無懷疑，即無須付出關稅。水貨客當中包括有自由職業者、貨車司機、自由行遊客、跨境學生、退休人士和家庭主婦等。亦有貨主親自帶貨，兼賣水貨。貨品包括奶粉、益力多、iPhone、平板電腦、相機、手袋、香煙、龍蝦、年貨及豬肉等。
每日活躍在港深各口岸的水貨客達兩萬人，根據深圳海關，過境旅客當中被罰款的，大陸人佔4成，香港人佔6成。每日一次往返者，95%是正常旅客，相反每日多次往返者中，多達95%是水貨客。廣東省海防與打私辦認為，此反映正常旅客並無必要每日多次往返，正在研究限制一簽多行每日出入境次數的方案。時任香港保安局局長黎棟國則認為不應該取消一簽多行。

### 上水站
於羅湖口岸出入境的旅客每日達約26萬人次，為水客集團提供掩護，因此水貨活躍範圍主要在東鐵沿線。上水站是水貨的主要集散地，主要是港鐵管轄的C出口旁道路，每日有數以千計水貨客在車站內外交收水貨，在車站長時間逗留，造成出口內外的阻塞問題，部分水貨客更將大批拉貨用鐵車鎖在路旁鐵欄，佔用港鐵「私家路」。同時，深圳羅湖口岸外空地亦被水客變作「分貨大笪地」，羅湖商業城一樓則成水客「天文台」。
在2008年2月，港鐵在上水站嚴格執行港鐵附例，禁止乘客在已付費區內外交收行李等物品，後來加建大幅落地透明圍板。為解決逃票問題，港鐵在車站加派職員在入閘機前監察；並於2009年3月1日，港鐵在上水站實施人流管制措施，在一號月台的第二至四卡位置設置圍欄，分隔上落車乘客，出閘的乘客須使用月台牆邊的通道出閘，預留剩餘位置予乘客候車，分隔人流。2012年開始，水貨買賣情況加劇。港鐵每日有約7名人員，在上水站內專門處理水貨客，例如行李檢查及人群管理等。有職員指出，水貨客向他們惡言相向，被罵已經習以為常，亦有守規矩和禮貌道謝的水貨客。職員見證每日運輸貨物總值動輒以百萬計的「裝卸區」，曾經目睹有人將一整部洗衣機當場拆件，然後分批運載過關。又遇過有男子以「家中自用」為名運送幾箱衛生巾的情况。
團體「新起點」在2013年1月27日於上水站，訪問500多名北區居民，調查結果顯示，100%的受訪市民不滿政府持續一簽多行政策，有57%人認為政府無視民怨，更有72%人計劃搬離水貨客聚集的社區。
2014年12月，隨着聖誕將至新年將至，區內一帶超市及連鎖店日夜大排長龍。水貨客活動範圍遂由以往上水區藥房，大幅擴展到新豐路、新樂街及符興街一帶多間超市、萬寧屈臣氏及便利店甚至石湖墟公園。區內居民苦不堪言，投訴司機只喜歡載水貨客，並擔憂農曆新年前夕情況更加惡劣。立法會議員范國威認為要杜絕水貨客逼爆上水須三管齊下，包括取消一簽多行及加重罰款以作打擊。
到2015年初，在水貨客聚集裝貨的石湖墟多處街道已形同垃圾崗，包括隨處棄置送貨用的卡板，亦有旅客棄置包裝用的紙皮和膠袋。食環署數字揭示，單是2014年第4季執法部門向非居港旅客發出的914宗丟棄垃圾定額罰款個案，多達38％過期未繳，累計金額達42萬元，較居港人士的9％多3倍。執業大律師陸偉雄認為，港府目前做法易令旅客認為罰款會不了了之，破壞香港法治社會形象，建議港府應和內地合作追收罰款或把旅客列入黑名單。
到2015年2月，港鐵宣佈上水站附例特檢隊引入三部隨身攝錄器，每部價值6000至7000元。人員由2月9日起試用，遇衝突情況即時攝錄，相信能起阻嚇作用，半年後檢討成效。港鐵亦會加派約10名車站助理當值、擺放指示牌和架設臨時圍欄，確保乘客攜帶的大型行李，符合不超於23公斤的重量限制，若發現乘客攜帶大型行李，或會要求對方落車將行李「過磅」。有走私手機的水貨客大表不滿，認為攝錄極端，遇有關情況必會加以理論。有上水居民認為有關措施只令職員捱鬧，建議嚴格執行行李管制。

### 中英街
2013年3月1日限帶出境新例實施後，上水站一帶的水貨客活動收斂，在港深兩地政府劃界共管的中英街，水貨客看準香港海關不能在中英街禁區執法，在該處藥房入貨，再運往深圳。

### 屯門

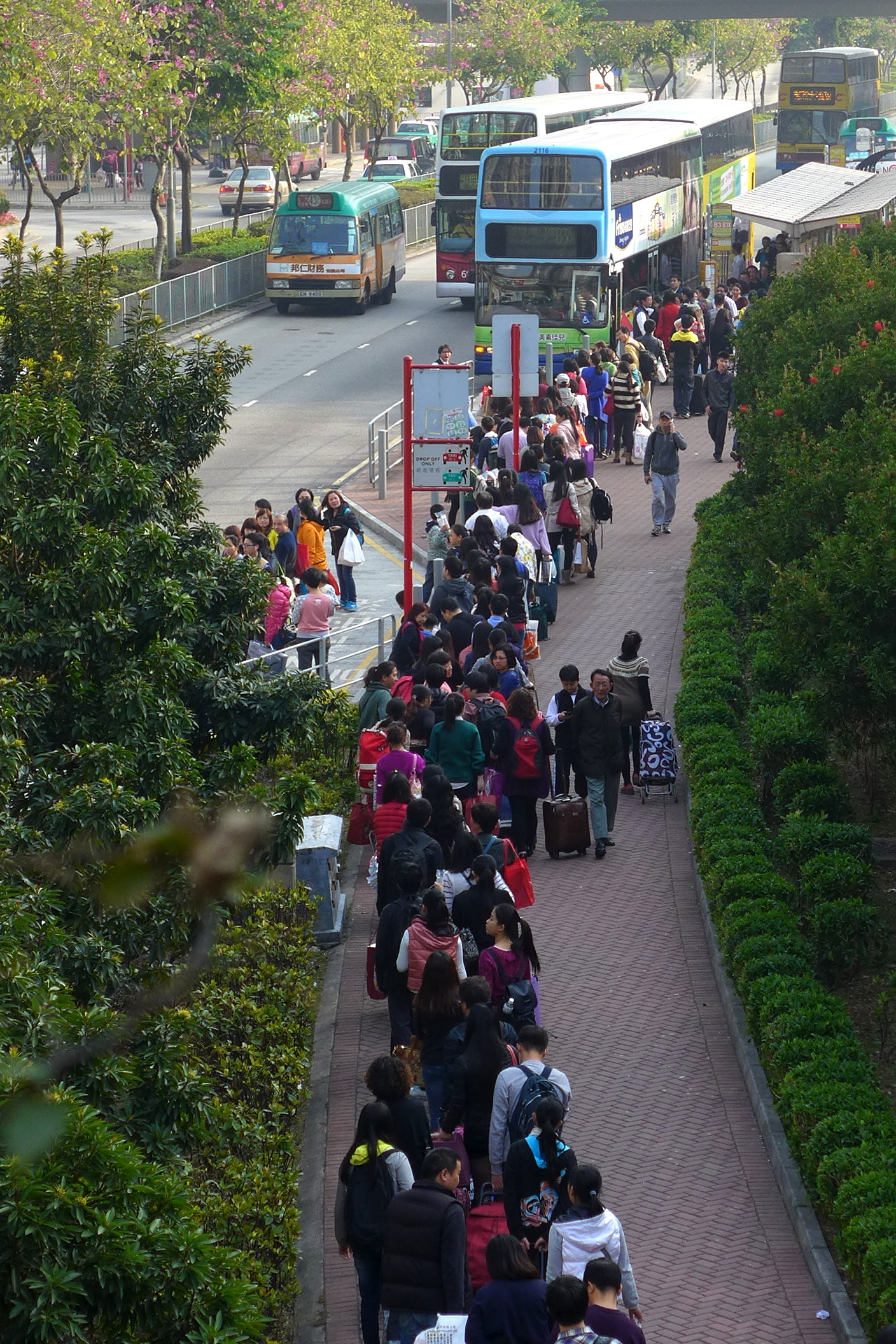
每日下午屯門市中心均有長人龍輪候B3X巴士，並且以大陸客為主

屯門連接深圳灣口岸十分方便，車程僅十多分鐘，於2014年中起吸引了不少水貨客塞爆B3X過境巴士甚至口岸一帶。。巴士線淪水貨客專巴，以農曆新年前的情況較嚴重。團體人口政策關注組於2015年1月末在屯門巴士站視察，發現在3小時內，發現有1800多名水貨客攜帶體積逾零點一立方米的行李上車，涉嫌違反《公共巴士服務規例》，批評城巴職員未有阻止違例水貨客上車，影響本地乘客。團體在屯門舉行簽名活動表達不滿。。屯門大型購物商場屯門市廣場及V City為吸引內地客來港消費，近年爭相送免費跨境巴士車票，令深圳灣居民蜂擁到區內購物，惹起居民爭議。城巴於2015年2月3日起停止向區內商場出售B3X巴士券。
有媒體更發現有人在區內的工廠大廈內開舖販售奶粉、尿片、食品及化妝品，儼如「水貨超市」，其中美基工業大廈內更最少有5間水貨超市。唯根據地契，該大廈只可作工業或貨倉，不得作貿易用途，進行零售批發買賣均涉違反地契條款。
2015年2月8日，約400 000名網民號召集中到屯門水貨客的集散範圍示威──光復屯門，事件最終演變成為騷亂，警察機動部隊需要在商場內施放胡椒噴劑及使用警棍平息。事件造成多人受傷，13人被拘捕。同類行動於一個月後的3月8日再度於屯門出現，並且蔓延至尖沙咀及上水。有示威人士衝出馬路，阻止城巴B3X路線開車，事件被稱為遊覽完上水去屯門。

### 沙田
捍衛沙田為於2015年2月15日在香港新界沙田市中心所發生的社會運動，由「光復香港，捍衞本土」本土派政治組織及社交網絡群組在網上發起，原因為抗議香港境內水貨客問題、爭取取消港澳個人遊，一簽多行及反對商場租戶市場傾向自由行顧客，目標與自2012年9月起發動的光復上水站及於2015年2月8日發動的光復屯門的原因相近。

### 元朗
光復元朗為2015年3月1日在香港新界元朗所發生的社會運動，由勇武前綫、本土民主前線及熱血公民等本土派政治組織、社交網絡群組及元朗區居民發起，原因為抗議香港境內水貨客問題及爭取取消港澳個人遊一簽多行，目標與自2012年9月起發動的光復上水站的原因相近，為光復屯門及捍衛沙田後，第三次抗議香港境內水貨客問題活動。

## 水货客来源
2013年3月，香港保安局局长黎栋国指出根據深圳海關數字，在经常往返两地的水客中，香港水客与内地水客的比例为6：4。“奶粉新政”出台后，香港海关拘留的违规携带奶粉出境的旅客，也以香港旅客为主。。
2015年2月，根據《大公報》報導，職業水客中超過八成為香港居民；過去四年間，深圳海關查處的水貨客嫌疑旅客約3.3萬餘人，其中近二萬為港籍旅客，其餘為內地籍旅客。
自2013年3月至2013年12月底，有超過3100奶粉水客被檢控及定罪，涉案的本地人佔45%，內地及其他國籍有55%。

## 相關法律
根據香港《入境條例》，訪客未得入境事務處處長許可，不得接受有薪及無薪的僱傭工作，亦不可以開辦或者參與任何業務，一經定罪，最高刑罰為罰款50,000港元及入獄兩年；僱用不合法受僱的人，最高刑罰為罰款350,000港元及監禁3年。
根據於2011年5月1日生效的大陸《刑法修正案（八）》，一年內曾經因為走私被給予二次行政處罰單後，第三次走私的水貨客會處三年以下有期徒刑或者拘役，並且處以逃稅額一倍以上、五倍以下罰金。
另外，2012年6月，深圳市人民政府出台了《深圳经济特区反走私综合治理条例》，对流通领域的走私商品或者没有合法进口来源证明的商品查处作出了相关的规定。

### 案例
有中國大陸水貨客因為違反逗留條件，被判即時監禁兩個月。亦有霸佔公眾地方擺放貨物的水貨客被票控阻街。
另外，有逾千名香港人因為從事水貨活動而曾經被關押在深圳福田區的3間看守所。

## 衍生問題

### 水貨客被騙按金
於2009年至2011年，發生了多起水貨客被騙事件，貨主聲稱貨物貴重，要求水貨客繳交按金，惟貨物到步後無法聯絡貨主，而且貨物都是廉價貨品。

### 奶粉短缺
根據統計處資料，2012年首11個月，香港的嬰兒食品進口量，達1,495公噸，較09年的132公噸急升逾10倍，但香港市面奶粉仍因大陸父母不斷搜購，長期供不應求。有專欄作家揶揄情況是「奶粉難買過白粉」。
2013年1月，有多篇媽媽網站文章指，粉嶺、旺角及將軍澳等區，有水貨客為收集更多奶粉，聘請長者通宵在多間連鎖店及藥房排隊搶購奶粉，每罐酬勞20至50元。粉嶺多間萬寧門外每日下午起有十多人排隊，等奶粉晚上7、8時「返貨」，然後即刻搶購，通常返貨後15分鐘，奶粉就被掃光。將軍澳多間萬寧連鎖店，每日入夜後有十多名長者、主婦在門外排隊；翌日店鋪開門前，水貨客便現身將錢交給長者入店購奶粉，每人購上限四罐後交回水貨客，直至店鋪奶粉被掃光。港九藥房總商會理事長劉愛國稱，奶粉供應商只是按香港嬰兒人口分配售港奶粉數量，當奶粉被水貨客搶購，奶粉自然缺貨；因大陸不少人喜歡在農曆新年以奶粉送禮，使年近歲晚的供應更加緊張。有藥房乘機將美贊臣A+1由原價280元抬高逾4成至400元，更有價高者得。無綫記者發現有自稱奶粉「缺貨」的藥房，要用普通話詢問，對方才表示有一罐存貨。有走私集團聘用有小孩的女子帶貨，或租借兒童假扮母子，如果遇上海關人員截查，則辯稱是供兒童食用，海關即使有懷疑亦大多放行。有網民則在高登討論區表示因為不想助長水貨客炒賣奶粉而辭去在連鎖店萬寧的工作，獲網民激讚。

#### 限制出境
鑑於水貨客搶購奶粉的情況日趨嚴重，形成「奶粉荒」，2013年1月25日，蘋果日報提出，透過《進出口條例》第三十一條訂立規條，禁止過量輸出奶粉。其後身兼行政會議成員的新民黨主席葉劉淑儀於1月28日亦提出同樣建議，只要行政長官會同行政會議修改《儲備商品（進出口及儲備存貨管制）規例》的附表，就可以即時生效。2月1日，港府多個部門舉行聯合記者會公佈多項解決水貨客搶購奶粉問題，當中包括將會修訂《進出口條例》附例，禁止未經准許輸出本港嬰幼兒配方奶粉。考慮到旅客的自用需求，每名成年旅客可攜帶淨重不超過1.8公斤的奶粉（約2罐奶粉）出境。修例建議會諮詢業界，在提交行政長官會同行政會議審批後，在數月內生效。

## 抗議運動

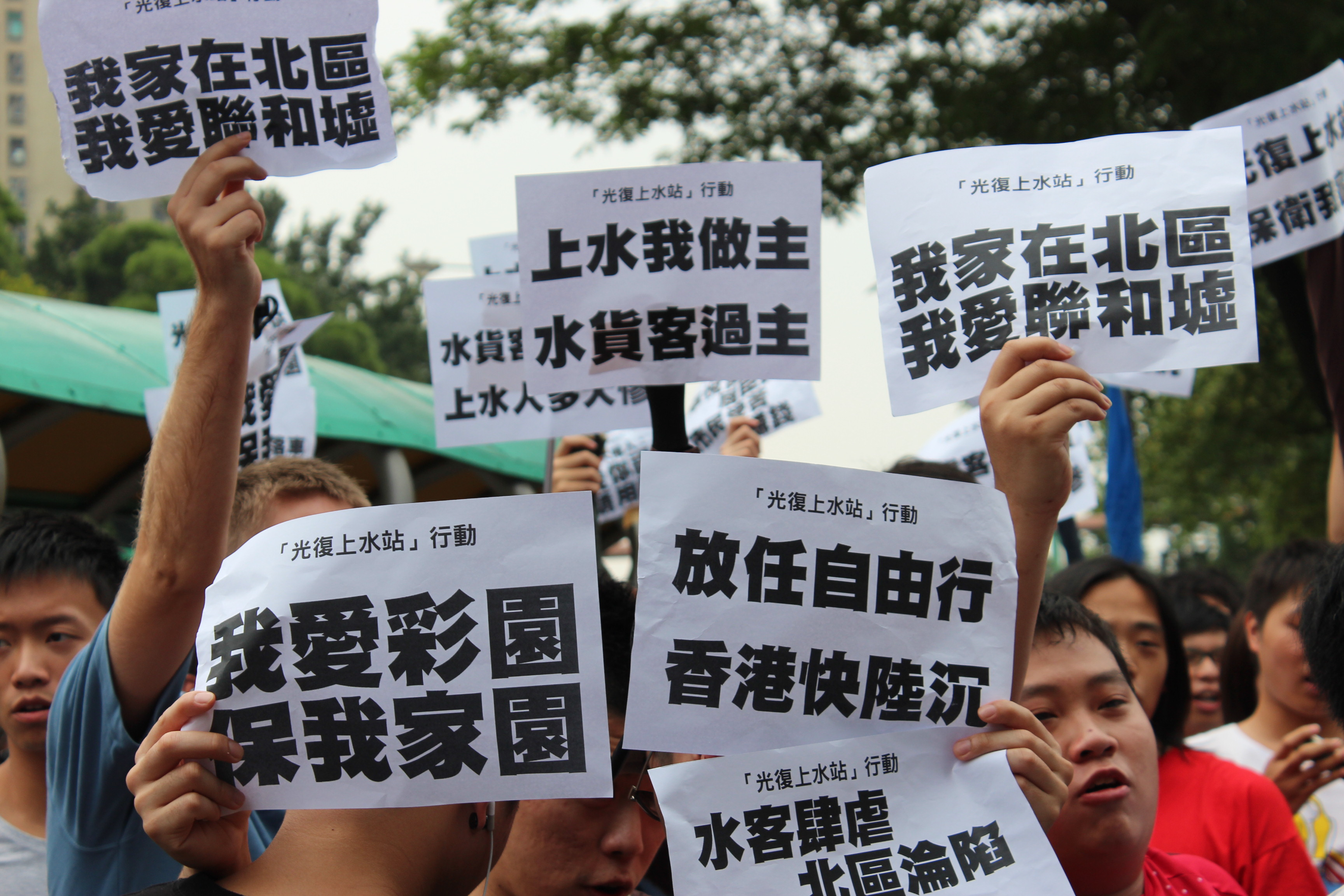
光復上水站行動中的示威者高舉標語

因應香港境內水貨客問題，有香港北區居民於2012年9月14日成立北區水貨客關注組，同時激發起網民組織光復上水站及光復香港等社會運動。2013年1月27日，部分示威者更衝出北區到旺角東站附近抗議水貨客，又包圍大型連鎖雜貨店。北區水貨客關注組與新民主同盟香港立法會議員范國威要求香港保安局取消自由行「一簽多行」。

## 執法行動
從2012年9月至2015年1月8日，香港警方於「風沙行動」中拘捕了11名中國大陸人和14名香港人，其中212名中國大陸人被檢控違反逗留條件，餘下被遣返中國大陸。212名被檢控者中，202名被判處監禁4星期至3個月不等，10人則被撤銷控罪。
另外，入境事務處亦建立一份懷疑水貨客的監察名單，截至2015年2月月底為止，合共13,570人被列入。
同期，深圳海關拘捕了逾4,500名水貨客、接貨人及「天文台」。

## 批评
2015年3月9日，中国国家工商行政管理总局局长张茅在第十二届全国人民代表大会第三次会议上表示，水货客利用大陆和香港两地的价格差异，逃避海关的监管。这些行为既给香港的民众生活带来不便，也挤压了合法企业经营的空间，同时扰乱了内地市场秩序。他还表示，国家打击走私办公室联合工商及相关部门，对此行为进行全面查处。

## 澳門境內水貨客問題
2020年1月底至2月初起，受COVID-19影響，香港實施出入境管制，加上中國大陸從香港第二波疫情起因應實施出入境管制及更嚴格的入境措施。多個往返香港和中國大陸 (深圳) 的出入境口岸關閉，導致水貨客無法在香港進行水貨活動。澳門從3月底起因本地爆發第二波疫情使廣東省政府宣佈於3月27日起宣佈入境廣東的人士需隔離醫學觀察14天。但隨著澳門本地疫情緩和，中國大陸官方於6月下旬有限度開放澳門居民入境珠海市後來更延伸到廣東省大灣區9市措施，更因為澳門無確診個案關係在2020年7月15日起解除從澳門入境廣東大灣區9市隔離14天醫學觀察措施，入境範圍及後延至廣東省全省並於9月下旬延伸至中國大陸全境 (中風險及高風險地區除外)。受香港出入境內地限制影響，有香港水貨商店看中廣東和澳門出入境限制措施放寬，並透過非法方法將香港的水貨物品運往澳門。從而有大批香港水貨商店或集團看中澳門出入境管制防寬措施的實行想於澳門水貨活動分一杯羹將香港境內水貨活動的核心從香港一帶轉移到澳門境內的關閘至北區一帶，從而引起澳門境內水貨客猖狂的問題。

## 流行文化
- 《過春天》：以跨境學童及水貨客問題為題材的2019年中國電影

## 外部連結
- 以假資料代辦 一年多次簽注 3000商務證大軍「水路」亨通 （页面存档备份，存于） 《星島日報》 2013年3月13日
- 水客走私活蛇 「似過鬼門關」 《星島日報》 2013年3月13日
- 80人團隊「頭目」月賺六萬 （页面存档备份，存于） 《星島日報》 2013年3月13日
- 多家族式經營 防「挾貨逃跑」 直擊水客總部 租BB運奶粉 （页面存档备份，存于） 《星島日報》 2013年3月13日